# The Elder Scrolls
Elder skrols (engl. The Elder Scrolls) je serijal računarskih  igara razvijen od strane Betezda softvorksa (Bethesda Softworks). Često se koristi skraćenica TES.
Četiri glavne igre u serijalu Arena, Dagerfol, Morovind i Oblivion su poznate po svom otvorenom načinu igranja i po ogromnim okruženjima. Najnoviji dio serijala, Oblivion, je u Sjevernoj Americi izdan 20. marta 2006. godine za Windows i Xbox 360
- , Poglavlje  -  (1994)
- , Poglavlje  -  (1996)
- , Poglavlje  -  (2002)
  - Dva paketa dodataka za Morrowind:  (2002) i  (2003).
- , Poglavlje  -  (2006)
  - Dva paketa dodataka za Oblivion:  (2006) i Shivering Isles (2007)
- , Poglavlje V - Skyrim (2011)

Uz ovo, postoji nekoliko igara koje nisu PC role-playing igre, ali se nalaze u istom svijetu.
- (1997)
- (1998)
- (2003)
- (2004)
- (2004)
- (2006)

Igre Dawnstar, Oblivion Mobile i Stormhold iz TES Travelsa se mogu pokrenuti samo na  sposobnim mobilnim telefonima. Shadowkey je razvijen za N-Gage. Morrowind je izdan za platforme Windows i Xbox. Oblivion je izdan za PC, Xbox 360 i PlayStation 3.

## Svet
Svet TES-a je poznat po velikom broju detalja, realističnosti, kompleksnim listama imena, datuma i lokacija. Oni sačinjavaju njegovu dugu istoriju i prostranost, izmešanu strukturu njegovih raznih društava, kultura i religija, mnogo više nego što je većina igrača s time upoznata.
Dalje, ne postoji kompilacija informacija koje se odnose na TES, a u samoj igri, istorijski događaji su često blijedi i nesigurni. Igrače se traži da sami izvuku svoje zaključke o situacijama i događajima o kojima su zapisi siromašni i malobrojni, ili različite tačke gledišta sakrivaju istinu. Ovo je izrodilo potkulturu istoričara i filozofa među igračima TES-a koji se nazivaju loremasterima. Oni se povremeno uključuju u opširne i zapetljane online debate vezane za detalje teoloških shvatanja ili ekonomskih shema.
The Elder Scrolls igre se odvijaju na kontinentu Tamriel, i to je velika kopnena površina podijeljena na devet provincija. Izuzetak je The Elder Scrolls Legends: Battlespire, koji se odvija između carstva , alternativne dimenzije kojom gospodari Daedra, i smrtničkog carstva Mundus. Poznato je da postoje kontinenti pored Tamriela u univerzumu Elder Scrollsa,kao Jokuda, Akavir i Atmora, ali službena igra koja se odvija na jednom od tih kontinenata tek treba da ugleda svijetlo dana.
Devet provincija Tamriela su:
- , domovina Imperijala
- , domovina Argonijana
- , domovina Kađita
- , domovina Redgarda
- , domovina Bretona i Orkova
- Morovind, domovina Danmera
- , domovina Nordova
- , domovina Altmera
- , domovina Bosmera

Iako svaka od deset rasa ima "domovinu" ili provinciju porekla, one nisu ograničene na tu provinciju i mogu se naći izvan njenih granica, ali su manjina. Takođe treba napomenuti da je domovina Orkova, u stvari, grad-država Orsinium, koji se nalazi unutar granica Haj Roka. Svaka rasa ima nešto jedinstveno samo za nju.
Ostale rase iz priče TES-a su  i Tsaesci (vampirska zmijolika rasa Akavira). Dvjumeri su uništeni pre Arene iz nepoznatih razloga, što je objašnjeno u Morrowindu (Elder Scrolls III).
The Elder Scrolls uveliko naglašava ideju o dualizmu i jednakosti razlika. Ovaj dualizam nije Abrahamski dualizam dobrog i lošeg, već više predstavlja fuziju istočnjačkih i pre-Hrišćanskih zapadnjačkih vjerovanja o temi, predstavljajući dualizam reda i haosa. Prema priči Elder Scrollsa, koncepti reda i haosa se mogu kolektivno prevesti u sve što postoji. Ove ideje se još više mogu obajsniti korištenjem pojmova staza (nepromijenljivi kontinuitet) i sila (nepoznata energija). Gotovo sve tamrielske religije čvrsto drže do ideje da je svijet nastao miješanjem ove dvije stvari, neki govore da je vrijeme sinteza kontinuiteta i promjena, a većina relegijskih teorija o početku govori o jednom ili više mitoloških likova koji predstavljaju ove razlike, bilo stvarajući ili uključivajući se u borbu (ili oboje, kao što može biti). Često se povlači eksperiment neodoljive sile, i većina teosofske priče je posvećena stvaranju i proučavanju hipoteza o tome koliko se takav eksperiment zapravo može primjeniti na svim nivoima, kada bi (i ako bi) metafizički bio moguć.
Kao takva, TES priča se dotiče iznenađujuće velikog raspona različitih intelektualnih debata, i njena prezentacija u kontekstu fantazijskog, Meta—realističnog hipotetskog svijeta često zamagljuje granice između mnogih tema koje su se tradicionalno predstavljale izoliranima radi proučavanja.

## Mehanika igre
igre se uglavnom svrstavaju kao role-playing igre. Ipak, za razliku od ostalih igara iz tog žanra, The Elder Scrolls održava poseban pristup napredovanju igrača baziran na vještinama. Mnoštvo vještina se može poboljšavati samim njihovim korištenjem, i kada se igračeve vještine dovoljno povećaju, njihov nivo se takođe povećava u skladu sa vještinama. Zbog ovoga, igračima je ponuđena neizmjerna fleksibilnost i izbor u napredovanju lika. Ovo se odražava i kao vrlina i mana serije igara, iako je fleksibilnost pokretača igre omogućilo izdavanje dodataka za igru (ili modova) koji mijenjaju mehaniku vještina i nivoa.
Osnovna serija The Elder Scrolls igara naglašava različite poglede na iskustvo igranja više od većine drugih role-playing igara. Joystiqov kratki članak iz početka novembra 2006. poredi BioWareova dostignuća sa Bethesdinim ističući razliku u naglašavanju. Bethesdin uradak se fokusirao na "estetsku prezentaciju i otvoreni tip avanture"; BioWareov na sistem borbe i modularnu arhitekturu. Visoki ciljevi serije se odražavaju i na dizajnere igara. Bethesda je opisala njihovu motivaciju pri stvaranju prve iz serije igara, Arene, kao motivaciju u svakom dobrom pen-and-paper RPG-u: stvaranje okruženja u kojem bi igrač mogao biti ono što želi i mogao raditi ono što želi. Daggerfallov priručnik započinje sa nekom vrstom predstavljanja dizajna, objavljujući namjeru da se "naprave knjige sa praznim stranicama", i da je "igra dizajnirana tako da podstiče istraživanje i nagradi radoznalost". Izbor, u formi puteva koje igrač odabere, da se uradi dobro, ili krene putem zla, je ostavljen igraču, "kao u stvarnom životu". Ovaj tip dizajna se nastavio u Morrowindu, prateći prazninu sličnih epskih igara tog vremena, iako je Joystiq naglasio da je insistiranje na grafičkom polju ponovo došlo u prvi plan. Tokom razvijanja Morrowinda, Bethesda je utrostručila broj radnika, da bi savršeno obojila svoj novo-stvoreni svijet. Njihovim riječima, "Znali smo da moramo premašiti vizuelnu dekoraciju ostalih igara na tržištu, i za cilj smo postavili da The Elder Scrolls vratimo na vrh što se tiče inovacija u igri." Serija Elder Scrolls naglašava slobodu. Riječima Bethesdinih Proročanstava Morrowinda, "Iskusite je onako kako želite."
Velike ambicije serije su neke od novinara dovele u prividnu poziciju obuzdanog skepticizma prije izlaska svake nove igre, ne vjerujući u Bethesdinu mogućnost da savlada prepreke. Bilo da je ovo bio trik za privlačenje interesa čitača, ili stvarni stav novinarskih članaka, takva osjećanja ispare pri kraju svake tople recenzije koju igra iz serije dobije.
Ova mehanika ne postoji kod većine RPG-ova, gdje su jedino mjerilo napretka lika iskustveni bodovi, i podizanje nivoa povlači poboljšanje vještina.

## Literatura
- Varney, Allen (19. 6. 2005). „The Escapist on Greg Gorden”. The Escapist.

## Spoljašnje veze
- Službeni sajt
- Službeni sajt  Архивирано на веб-сајту  (23. новембар 2007)
- Službeni sajt
- Neslužbene Elder Scrolls stranice – Klasična Elder Scrolls wiki stranica koja sadrži sve poznate informacije o svim igrama i priči TES-a.
- – Biblioteka priča i legendi iz serije, vesti i forumi.